# 李松堂
李松堂（1908年7月30日—1993年12月10日），男，江苏睢宁人，中华人民共和国轧钢技术专家、政治人物，曾任辽宁省政协副主席，第三、五、六届全国人大代表。